# دیگو بورتولوزی
دیگو بورتولوزی (انگلیسی: Diego Bortoluzzi؛ زادهٔ ۲۳ سپتامبر ۱۹۶۶) بازیکن فوتبال اهل ایتالیا است.
از باشگاه‌هایی که در آن بازی کرده‌است می‌توان به باشگاه فوتبال برشا، باشگاه فوتبال پیاچنزا، باشگاه فوتبال ونتزیا، باشگاه فوتبال روبور سیه‌نا، باشگاه فوتبال آتالانتا، باشگاه فوتبال آولینو، و باشگاه فوتبال ویچنزا اشاره کرد.